# Brodsø
Brodsø er en bølge, som bryder på åbent vand. Brodsøer er meget kritiske for mindre skibe, da det kan få dem til at kæntre.